# Primera Fuerza

So sahen die „Stadien“ in der Pionierzeit des Fußballs in Mexiko aus. Das Bild zeigt den ersten Fußballplatz des Reforma Athletic Club (um 1900)

Die Primera Fuerza war von 1902 bis 1943 die höchste mexikanische Spielklasse im Fußball. Vor Einführung der Profiliga (Primera División) in der Saison 1943/44 wurde die mexikanische Fußballmeisterschaft (zwischen 1902/03 und 1942/43) auf Amateurbasis ausgetragen. An diesem Turnier, das den Namen Primera Fuerza trug, nahmen – in alphabetischer Reihenfolge – die folgenden Mannschaften teil:

## Alle Teams der Primera Fuerza in alphabetischer Reihenfolge
| Mannschaft          | Spielzeiten                                              | Meister                                                                          |
| ------------------- | -------------------------------------------------------- | -------------------------------------------------------------------------------- |
| América 1           | 1917/18-1942/43                                          | 1925, 1926, 1927, 1928                                                           |
| Amicale Française 9 | 1913/14, 1920/21                                         | ---                                                                              |
| Asturias            | 1919/20-1942/43                                          | 1923, 1939                                                                       |
| Atlante             | 1927/28-1942/43                                          | 1932, 1941                                                                       |
| Atlas               | 1921                                                     | ---                                                                              |
| Aurrerá             | 1923/24-1928/29                                          | ---                                                                              |
| British Club 2      | 1902/03-1912/13                                          | 1908                                                                             |
| Deportivo Español 3 | 1915/16-1919/20                                          | ---                                                                              |
| Dep. Internacional  | 1920/21                                                  | ---                                                                              |
| España              | 1912/13-1929/30 1932/33-1942/43                          | 1914, 1915, 1916, 1917, 1919 1920, 1921, 1922, 1924, 1930 1934, 1936, 1940, 1942 |
| España “B”          | 1916/17                                                  | ---                                                                              |
| España Veracruz     | 1918/19-1919/20                                          | ---                                                                              |
| Euzkadi 4           | 1938/39                                                  | ---                                                                              |
| Germania 9          | 1915/16-1916/17 1918/19-1932/33                          | 1921                                                                             |
| Guadalajara         | 1921                                                     | ---                                                                              |
| Guerra y Marina 5   | 1922/23                                                  | ---                                                                              |
| Iberia de Córdoba   | 1921                                                     | ---                                                                              |
| Junior Club 6       | 1915/16-1917/18                                          | ---                                                                              |
| Leonés              | 1931/32-1932/33                                          | ---                                                                              |
| Luz y Fuerza 7      | 1921/22-1922/23                                          | ---                                                                              |
| Marte               | 1928/29-1932/33 1937/38-1942/43                          | 1929, 1943                                                                       |
| Mexico Cricket Club | 1902/03-1907/08                                          | 1904                                                                             |
| Club México         | 1910/11, 1912/13-1917/18 1919/20-1929/30 1932/33-1933/34 | 1913                                                                             |
| Moctezuma           | 1940/41-1942/43                                          | ---                                                                              |
| Morelos             | 1920-1921                                                | ---                                                                              |
| Necaxa              | 1923/24-1942/43                                          | 1933, 1935, 1937, 1938                                                           |
| Orizaba             | 1902/03-1903/04 1921                                     | 1903                                                                             |
| Pachuca AC          | 1902/03-1919/20 1921                                     | 1905, 1918, 1920                                                                 |
| Popo Park FC        | 1909/10, 1910/11 10                                      | ---                                                                              |
| Puebla AC 8         | 1904/05-1906/07                                          | ---                                                                              |
| Reforma AC 2        | 1902/03-1913/14 1921/22, 1923/24                         | 1906, 1907, 1909, 1910 1911, 1912                                                |
| Rovers FC 2         | 1912/13-1915/16                                          | ---                                                                              |
| Selección Jalisco   | 1940/41-1942/43                                          | ---                                                                              |
| Son-Sin 5           | 1923/24                                                  | ---                                                                              |
| Sporting Veracruz   | 1921                                                     | ---                                                                              |
| Sporting            | 1931/32-1932/33                                          | ---                                                                              |
| Tigres 6            | 1918/19-1919/20                                          | ---                                                                              |
| Tranvias 7          | 1922/23                                                  | ---                                                                              |

## Alle Meister und Pokalsieger während der Amateurepoche in Mexiko

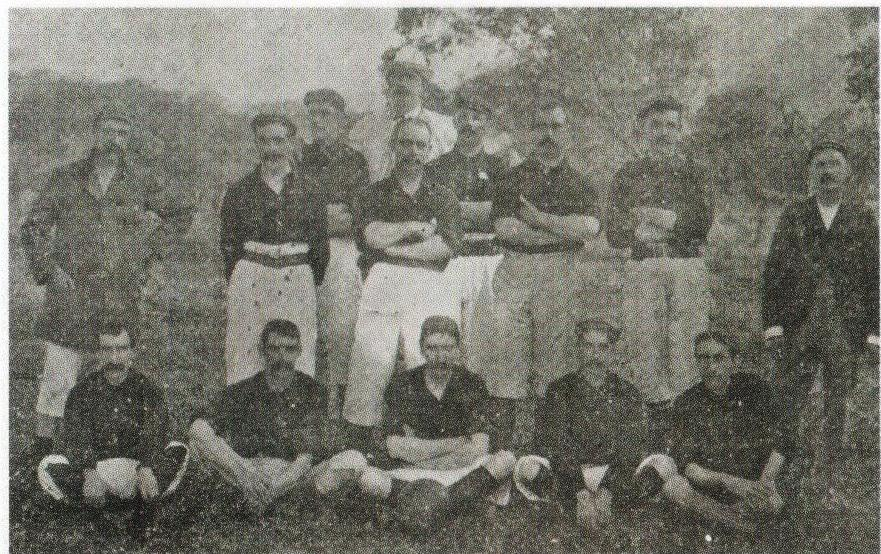
Die Mannschaft des Orizaba AC wurde 1902/03 erster Fußballmeister von Mexiko (ganz links sitzt der Vereinsgründer Duncan Macomish)

Die Mannschaft des Reforma AC (hier ein Foto aus der Saison 1909/10) entwickelte sich zum ersten Serienmeister Mexikos

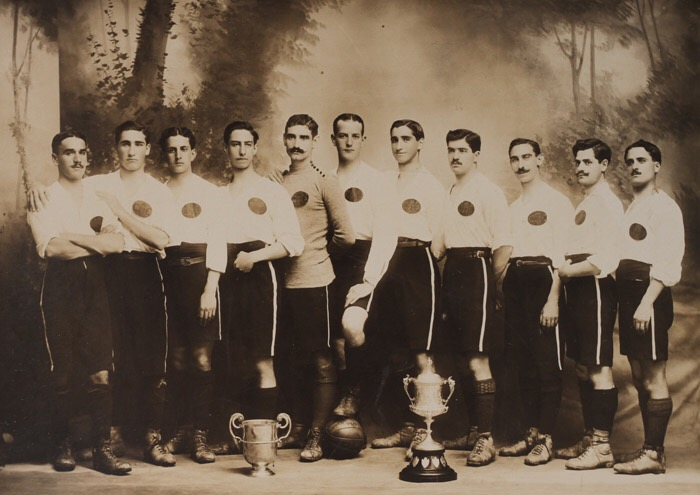
Der Club España (hier ein Foto von 1916) war der erfolgreichste Verein der Primera Fuerza

| Saison    | Meister                       | Trainer                          | Pokalsieger         |
| --------- | ----------------------------- | -------------------------------- | ------------------- |
| 1902/03   | Orizaba AC                    | Duncan Macomish                  | nicht ausgetragen   |
| 1903/04   | Mexico Cricket Club           | Claude M. Butlin                 | nicht ausgetragen   |
| 1904/05   | Pachuca AC                    | Charles Grenfell                 | nicht ausgetragen   |
| 1905/06   | Reforma AC                    | T. R. Phillips                   | nicht ausgetragen   |
| 1906/07   | Reforma AC                    | T. R. Phillips                   | nicht ausgetragen   |
| 1907/08   | British Club                  | Percy Clifford                   | Pachuca AC          |
| 1908/09   | Reforma AC                    | T. R. Phillips                   | Reforma AC          |
| 1909/10   | Reforma AC                    | T. R. Phillips                   | Reforma AC          |
| 1910/11   | Reforma AC                    | T. R. Phillips                   | British Club        |
| 1911/12   | Reforma AC                    | T. R. Phillips                   | Pachuca AC          |
| 1912/13   | Club México                   | Antonio Sierra                   | nicht ausgetragen 1 |
| 1913/14   | España                        | Francisco G. Ubieta              | Club México         |
| 1914/151  | España                        | Francisco G. Ubieta              | España              |
| 1915/16   | España                        | Francisco Arias                  | Rovers FC           |
| 1916/17   | España                        | Francisco Arias                  | España              |
| 1917/18   | Pachuca AC                    | William Penguely                 | España              |
| 1918/19   | España                        | Francisco Arias                  | España              |
| 1919/20 2 | España (Nac) Pachuca AC (Mex) | Francisco Arias Alfred C. Crowle | nicht ausgetragen   |
| 1920/21 2 | España (Nac) Germania (Mex)   |                                  | Club México         |
| 1921/22   | España                        |                                  | Asturias            |
| 1922/23   | Asturias                      | Gerald Brown                     | Asturias            |
| 1923/24   | España                        | Fred Spiksley                    | Asturias            |
| 1924/25   | América                       | Rafael Garza Gutiérrez           | Necaxa              |
| 1925/26   | América                       | Rafael Garza Gutiérrez           | Necaxa              |
| 1926/27   | América                       | Percy Clifford                   | nicht ausgetragen   |
| 1927/28   | América                       | Percy Clifford                   | nicht ausgetragen   |
| 1928/29   | Marte                         | Servando Vargas                  | nicht ausgetragen   |
| 1929/30   | España                        | Emérico Pozsonyi                 | nicht ausgetragen   |
| 1930/31   | nicht ausgetragen             |                                  | nicht ausgetragen   |
| 1931/32   | Atlante                       |                                  | nicht ausgetragen   |
| 1932/33   | Necaxa                        |                                  | Necaxa              |
| 1933/34   | España                        |                                  | Asturias            |
| 1934/35   | Necaxa                        | Ernst Pauler                     | nicht ausgetragen   |
| 1935/36   | España                        |                                  | Necaxa              |
| 1936/37   | Necaxa                        | Siegfried Roth                   | Asturias            |
| 1937/38   | Necaxa                        | Siegfried Roth                   | América             |
| 1938/39   | Asturias                      |                                  | Asturias            |
| 1939/40   | España                        |                                  | Asturias            |
| 1940/41   | Atlante                       | Luis Grocz                       | Asturias            |
| 1941/42   | España                        |                                  | Atlante             |
| 1942/43   | Marte                         |                                  | Moctezuma           |

## Torschützenkönige

Percy C. Clifford war einer der wichtigsten Fußballpioniere Mexikos. Er gründete drei Fußballmannschaften und war zweimal Torschützenkönig der mexikanischen Liga.

| Saison  | Name                                              | Mannschaft      | Tore | Spiele | Tore/Spiel |
| ------- | ------------------------------------------------- | --------------- | ---- | ------ | ---------- |
| 1902–03 | John Hogg                                         | Orizaba         | 5    | 4      | 1,25       |
| 1903–04 | Julio Lacaud                                      | Reforma         | 4    | 8      | 0,5        |
| 1904–05 | Percy Clifford                                    | British Club    | 5    | 8      | 0,625      |
| 1905–06 | Charles M. Butlin                                 | Reforma         | 6    | 8      | 0,75       |
| 1906–07 | Percy Clifford                                    | British Club    | 5    | 8      | 0,625      |
| 1907–08 | John Hogg                                         | British Club    | 4    | 6      | 0,67       |
| 1908–09 | Jorge Gómez De Parada William Bray                | Reforma Pachuca | 3    | 4      | 0,75       |
| 1909–10 | Robert J. Blackmore                               | Reforma         | 4    | 6      | 0,67       |
| 1910–11 | Charles M. Butlin Alfred C. Crowle                | Reforma Pachuca | 2    | 4      | 0,5        |
| 1911–12 | John Hogg                                         | British Club    | 3    | 4      | 0,75       |
| 1912–13 | Jorge Gómez De Parada                             | CF México       | 5    | 10     | 0,5        |
| 1913–14 | Bernardo Rodríguez                                | España          | 6    | 8      | 0,75       |
| 1914–15 | Alfred C. Crowle                                  | Pachuca         | 6    | 10     | 0,6        |
| 1915–16 | Lázaro Ibarreche                                  | España          | 7    | 10     | 0,7        |
| 1916–17 | Lázaro Ibarreche                                  | España          | 6    | 10     | 0,6        |
| 1917–18 | Lázaro Ibarreche Frederick Williams Horacio Ortiz | España Pachuca  | 5    | 10     | 0,5        |
| 1918–19 | Lázaro Ibarreche                                  | España          | 11   | 12     | 0,92       |
| 1919–20 | Lázaro Ibarreche                                  | España          | 13   | 16     | 0,81       |
| 1920–21 |                                                   |                 |      |        |            |
| 1921–22 |                                                   |                 |      |        |            |
| 1922–23 | Kurt Friederich                                   | Germania        | 12   | -      | -          |
| 1923–24 | Mario Guadarrama                                  | Necaxa          | 8    | -      | -          |
| 1924–25 | Ernesto Sota                                      | América         | 10   | -      | -          |
| 1925–26 | Kurt Friederich                                   | Germania        | 11   | -      | -          |
| 1926–27 | Pedro Arruza Miguel Ruiz                          | España Necaxa   | 13   | -      | -          |
| 1927–28 | Ernesto Sota                                      | América         | 16   | -      | -          |
| 1928–29 | Dionisio "Nicho" Mejía                            | Atlante         | 12   | -      | -          |
| 1929–30 | Jorge Sota                                        | América         | 12   | -      | -          |
| 1930–31 | Keine Meisterschaft                               |                 |      | -      | -          |
| 1931–32 | Juan Carreño Julio Lores                          | Atlante Necaxa  | 20   | -      | -          |
| 1932–33 | Julio Lores                                       | Necaxa          | 8    | -      | -          |
| 1933–34 | José Pacheco                                      | Asturias        | 12   | -      | -          |
| 1934–35 | Hilario "Moco" López                              | Necaxa          | 17   | -      | -          |
| 1935–36 | Hilario "Moco" López                              | Necaxa          | 14   | -      | -          |
| 1936–37 | Hilario "Moco" López                              | Necaxa          | 11   | -      | -          |
| 1937–38 | Efraín Ruiz                                       | Asturias        | 13   | -      | -          |
| 1938–39 | Miguel Gual                                       | España          | 20   | -      | -          |
| 1939–40 | Alberto "Caballo" Mendoza                         | Atlante         | 15   | -      | -          |
| 1940–41 | Martin Vantolrá                                   | Atlante         | 17   | 14     | 1,21       |
| 1941–42 | Rafael "Tico" Meza                                | Moctezuma       | 20   | 14     | 1,43       |
| 1942–43 | Manuel Alonso                                     | Marte           | 17   | 14     | 1,21       |